# داستان‌سرایی تعاملی
داستان‌سرایی یا قصه‌گویی تعاملی (به انگلیسی: Interactive storytelling) (که با نام درام تعاملی (به انگلیسی: interactive drama) هم شناخته می‌شود) نوعی سرگرمی دیجیتال است که در آن خط داستانی از پیش تعیین نشده باشد. نویسنده فضا و محیط، شخصیت‌ها و موقعیتی را ایجاد می‌کند که روایت در آنجا شکل می‌گیرد، اما کاربر (خواننده یا بازیکن) بر اساس تعامل خود با دنیای بازی و تصمیم‌گیری در طول داستان، داستان منحصر به فرد خودش را تجربه می‌کند. معماری این سازوکار، مدیر داستان، مدل انتخاب‌های کاربر است که به ترتیب، جنبه‌های تولید قصه، کنش‌های منحصر به فرد بازیکن و دانش و رفتار شخصیت را کنترل می‌کند. این سازوکارها با هم شخصیت‌هایی ایجاد می‌کنند که «انسانی» عمل می‌کنند و در واکنش به کاربر، جهان بازی را تغییر می‌دهند.
زمینه مطالعاتی پیرامون داستان‌سرایی تعاملی شامل بسیاری از زمینه‌های مختلف از جمله روان‌شناسی، جامعه‌شناسی، علوم شناختی، زبان‌شناسی، پردازش زبان‌های طبیعی، طراحی واسط کاربر، علوم رایانه و هوش نوظهور است. تمام زمینه‌ها تحت اصطلاح تعامل انسان و رایانه (HCI) قرار می‌گیرند.